# Alessandro Pirzio Biroli
Alessandro Pirzio Biroli, italijanski general, * 23. julij 1877, Bologna, † 20. maj 1962, Rim.
Leta 1908 je sodeloval na Olimpijskih igrah v Londonu, in v mečevanju osvojil srebrno medaljo v ekipni konkurenci.